# تشارلز كارول كولبي
تشارلز كارول كولبي هو شخصية أعمال ومحامي وسياسي كندي، ولد في 10 ديسمبر 1827 في ديربي في الولايات المتحدة، وتوفي في 10 ديسمبر 1907 في مونتريال في كندا. حزبياً، نشط في Liberal-Conservative Party ‏. وقد انتخب عضو مجلس العموم الكندي.